# Riviera Point
Der Riviera Point  ist eine Landspitze an der Ingrid-Christensen-Küste des ostantarktischen Prinzessin-Elisabeth-Lands. Im Gebiet der Vestfoldberge markiert sie südlich der australischen Davis-Station die südliche Begrenzung der Einfahrt zur Heidemann Bay.
Australische Wissenschaftler benannten sie nach dem hier vorherrschenden vergleichsweise milden Klima, dass sie an die mediterrane Riviera erinnerte.